# فیدبرنر
فیدبرنر (به انگلیسی: Feedburner) یکی از وبگاه‌های زیر مجموعهٔ گوگل است که در سال ۲۰۰۴ در شیکاگو فعال شد و زمینه خدمات رسانی به رسانه‌های تحت وب مانند وبلاگها، وب سایت‌ها فعالیت می‌کند و در سال ۲۰۰۷ توسط گوگل خریداری شده‌است.

## خدمات
یکی از مهمترین وب سرویس‌هایی که فیدبرنر ارائه می‌کند مربوط به خروجی آراس‌اس، فید یا همان خوراک می‌باشد فیدبرنر مدیریت خوراک تان را در اختیار شما قرار می‌دهد. این سرویس امکان ترکیب چند خروجی خوراک مختلف و ارائه یک خروجی واحد، امکان آمارگیری از خوانندگان خوراک، امکان شکل دادن به خروجی خوراک را برای شما فراهم می‌کند.